# 1387
Năm 1387 là một năm trong lịch Julius.